# Eidophasia aereolella
Eidophasia aereolella is een vlinder uit de familie koolmotten (Plutellidae). De wetenschappelijke naam is voor het eerst geldig gepubliceerd in 1949 door Lhomme.
De soort komt voor in Europa.